# Pronopyee ocreata
Pronopyee ocreata är en plattmaskart. Pronopyee ocreata ingår i släktet Pronopyee och familjen Hemiuridae. Inga underarter finns listade i Catalogue of Life.